# Angelica, Wisconsin
Angelica là một thị trấn thuộc quận Shawano, tiểu bang Wisconsin, Hoa Kỳ. Năm 2010, dân số của thị trấn này là 1.759 người.